# George Washington De Long

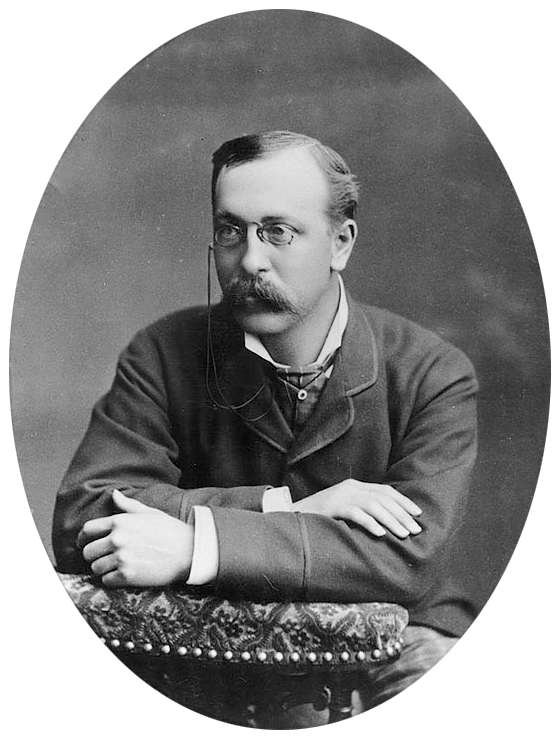
George Washington DeLong

George Washington De Long (ur. 22 sierpnia 1844 w Nowym Jorku, zm. 30 października 1881) – amerykański podróżnik, badacz Arktyki. 
8 lipca 1879 De Long wypłynął z San Francisco na okręcie „Jeanette”, by przez Cieśninę Beringa dopłynąć do bieguna, a także dowiedzieć się o losach wyprawy Nordenskiölda. Ekspedycja wysłana była kosztem Gordona Bennetta, wydawcy „New York Heralda”. Od Czukczów De Long dowiedział się o tym, że „Vega” Nordenskjölda zimowała w Cieśninie Beringa i odpłynęła już na zachód wzdłuż brzegów Azji. 4 września dopłynięto do Wyspy Heralda i natrafiono tu na olbrzymie pola lodowe, które tamowały dojście do wyspy. Na lodzie było mnóstwo fok, niedźwiedzi, mew i innych ptaków. De Long chciał przedrzeć się do wyspy przez lody, ale okręt wpadł w lodową pułapkę i zaczął dryfować wraz z lodem. Stwierdzono wówczas, że Wyspa Wrangla jest istotnie wyspą a nie lądem, jak przypuszczano dawniej. Odkryto następnie dwie wyspy, którym nadano nazwy Jeanette i Henriette, zaś kompleksowi wysp w którym leżały nadano później nazwę Wysp De Longa. 
13 czerwca 1881 „Jeanette” została zgnieciona przez lody w pobliżu tych wysp. De Long wraz z towarzyszami postanowił przejść przez lody na brzegi Syberii. Wyprawa szła poprzez pole lodowe, ciągnąc sanie i łodzie z jednej góry lodowej na drugą. 10 lipca odkryto nową wyspę, którą nazwano Wyspą Bennetta. Znaleziono na niej żyłę lignitu, który dość dobrze się pali. Odkrycie było dowodem, że w tych krajach istniała kiedyś bujna roślinność. Morze stało się nieco wolniejsze od lodów i dalszą podróż odbywano na łodziach. W końcu sierpnia przybyto do Wyspy Fadiejewa. Jedna z łodzi, dowodzona przez porucznika Chippa, zatonęła w morzu z załogą złożoną z 8 ludzi. Druga łódź pod wodzą Melville’a przybiła 14 września do brzegów jednej ze wschodnich odnóg delty Leny; napotkano tam tubylców i kilku wygnańców rosyjskich. Melville i towarzysze zostali uratowani. 
De Long wylądował 17 września przy zachodniej odnodze Leny z trzynastoma ludźmi i jednym psem. Żywności mieli na 5 dni, zwierzyny było mało. Nie napotkano żadnego tubylczego osiedla. 9 października De Long wysłał dwóch najsilniejszych marynarzy naprzód, by szukali pomocy. Schorowana i zagłodzona grupa wlokła się za nimi. 15 października De Long odnotował w dzienniku: „Wywar z kory brzozowej i dwóch starych butów”. 17 października zmarło dwóch marynarzy; od tego czasu każdego kolejnego dnia umierał członek załogi. 
De Long zmarł 30 października, wraz z dwoma ostatnimi towarzyszami: doktorem Amblerem i chińskim kucharzem. Przy zwłokach De Longa znaleziono później dziennik i mapy. Marynarze Nindemann i Noros, wysłani naprzód, natrafili po dziesięciu dniach głodu i trudu na tubylca, który ich zaprowadził do sąsiedniej wsi. Wszelkie próby, by wyjaśnić tubylcom, że na północy zostali jeszcze ludzie, spełzły na niczym. Tłumaczyli dzień i noc z pomocą mimiki i rysunków na śniegu, ale nie mogli skłonić nikogo do pójścia z nimi na północ. Odprowadzono ich do wsi, gdzie była grupa Melville’a; niestety już było za późno, by iść na pomoc De Longowi. Dopiero po kilku miesiącach Melville i Nindemann odnaleźli trupy towarzyszy i dziennik De Longa, zawierający historię ich agonii. Na miejscu zgonu De Longa, nad brzegiem Leny ustawiono drewniany krzyż. Dziennik De Longa został wydany przez wdowę po nim, w dziele The voyage of the „Jeanette” (2 tomy, 1883).
Na jego cześć nazwane zostały Wyspy De Longa na Oceanie Arktycznym oraz Góry De Longa na Alasce.